# Peigarten (Gemeinde Pernersdorf)
Peigarten ist eine Ortschaft und eine Katastralgemeinde der Marktgemeinde Pernersdorf im Bezirk Hollabrunn in Niederösterreich. Die Ortschaft hat 288 Einwohner (Stand 1. Jänner 2024). Bis Ende 1970 war Peigarten eine eigenständige Gemeinde.

## Geografie
Das unmittelbar südlich an der Pulkau liegende Dorf, das von der Pulkautal Straße erschlossen wird, befindet sich zwischen Pfaffendorf und Jetzelsdorf. Zur Ortschaft zählt auch die Eduard-Kosch-Siedlung im Südwesten des Ortes.

## Geschichte
Im Jahr 1822 wurde der Ort als Dorf mit 68 Häusern genannt, das nach Pfaffendorf eingepfarrt war, wohin auch die Kinder eingeschult wurden. Die Herrschaft Prutzendorf besaß die Ortsobrigkeit, übte die Landgerichtsbarkeit aus und besorgte die Konskription. Die Untertanen und Grundholde des Ortes gehörten den Herrschaften St. Bernhard, Kadolz, Haugsdorf und der Pfarre Zellerndorf.
Laut Adressbuch von Österreich waren im Jahr 1938 in der Ortsgemeinde Peigarten ein Bäcker, ein Dachdecker, ein Friseur, ein Gastwirt, zwei Gemischtwarenhändler, eine Mühle, zwei Schmiede, ein Schneider, ein Schuster, zwei Tischler, ein Viktualienhändler und einige Landwirte ansässig.
Mit dem 1. Jänner 1971 wurden im Zuge der Niederösterreichischen Kommunalstrukturverbesserung die bis dahin selbständigen Gemeinden Peigarten, Pfaffendorf und Ragelsdorf nach Pernersdorf eingemeindet.